# Jan de Pottre

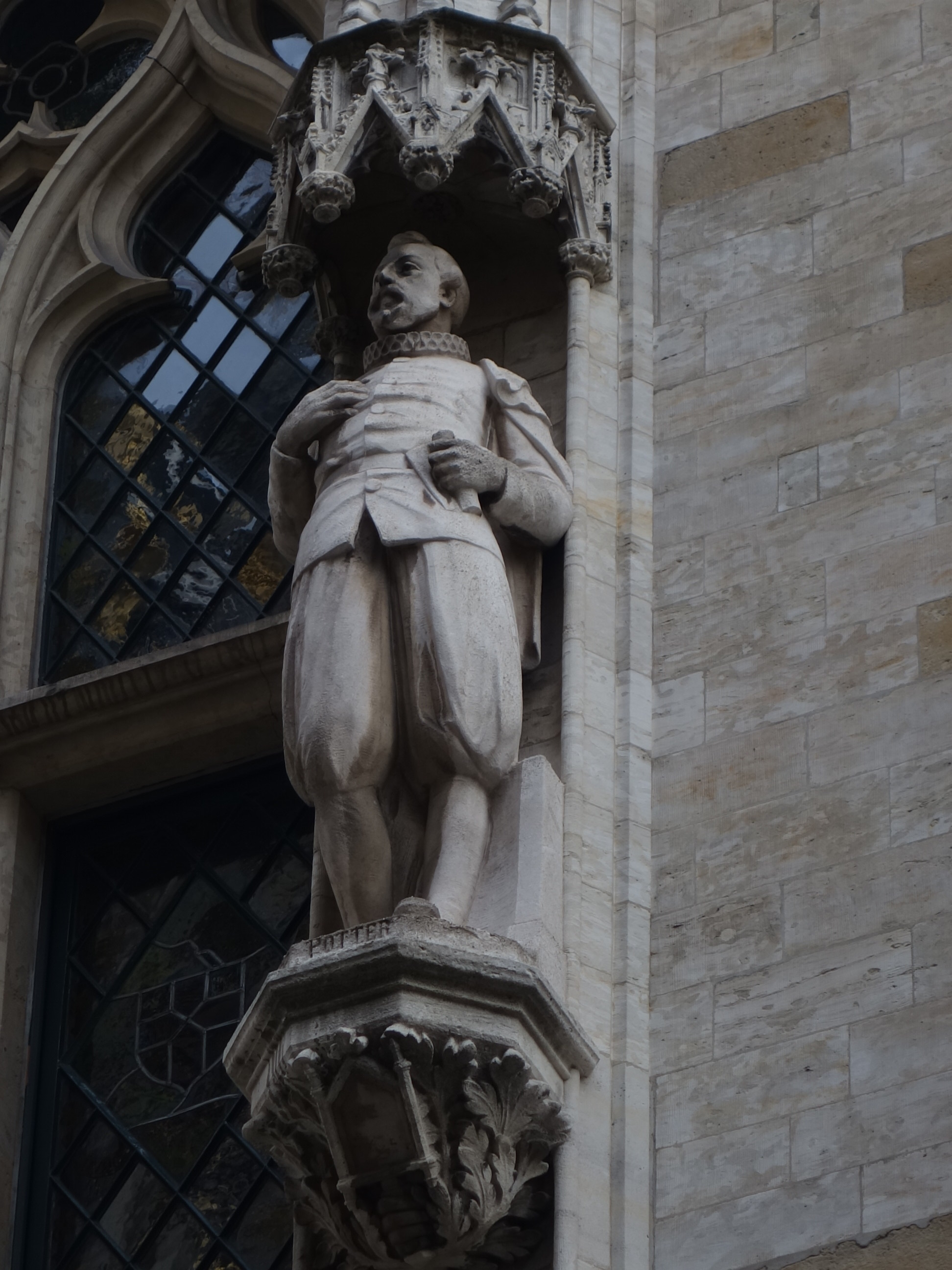
19e-eeuws nisbeeld van De Pottre op het stadhuis van Brussel.

Jan de Pottre of de Potter (Brussel, 14 mei 1525 – aldaar, 9 oktober 1601) was een Brussels burger die vanaf 1549 een dagboek bijhield.

## Leven
Jan de Pottre was een kind van koopman Antonius de Pottre uit Mechelen en Margaretha van Assche. Zijn vader stierf in 1549. In dat jaar ging Jan de Pottre zelf handel drijven en trouwde hij met Magdalena Trysens (30 november). Ze kregen vijf kinderen, van wie de oudste, Jan, priester werd.
In 1557 gaf De Pottre zijn handel op en ging hij aan de Kaasmarkt wonen. Het volgende jaar werd hij caritaetmeester van de Sint-Niklaaskerk. In 1564 was hij opnieuw koopman bij het marktkramersambacht. Dat vaardigde hem op 26 juni 1576 als raadsman af naar de stadsmagistraat. In 1579-80 was hij gezworene voor het ambacht.

## Dagboek
In een eerste deel geeft De Pottre een dodenkroniek die de 14e, 15e en eerste helft van de 16e eeuw bestrijkt. Het tweede deel doet verslag van gebeurtenissen die hij waarschijnlijk meemaakte en regelmatig optekende (hoewel niet dagelijks).
Het werk biedt een interessante blik op de Tachtigjarige Oorlog. De beeldenstorm van 1566 komt aan bod en de inkwartiering van Spaanse soldaten. Hoewel katholiek, aarzelde De Pottre niet om de "duck Dalve" een "groote tiran" te noemen. In 1577 begroette hij met opluchting en enthousiasme de terugkeer van Willem van Oranje, om nadien de calvinistische wending van de Brusselse republiek scherp te veroordelen.
Hij schreef in een ongesofisticeerd Nederlands met Brusselse dialectinvloeden.
Na de dood van De Pottre zette zijn derde zoon Anthonie het dagboek nog voort tot 3 augustus 1602.
Het handschrift berust in de Koninklijke Bibliotheek van België (inv. nr. 15.885). In 1861 is een diplomatisch editie uitgegeven door Jules de Saint-Genois.

## Publicatie
- Dagboek van Jan de Pottre, 1549-1602. Naar het oorspronkelyk handschrift in de Koninglyke Bibliotheek te Brussel berustende, Gent, C. Annoot-Braeckman, 1861

## Voetnoten
1. ↑  Dagboek van Jan de Pottre, 1549-1602. Naar het oorspronkelyk handschrift in de Koninglyke Bibliotheek te Brussel berustende, Gent, C. Annoot-Braeckman, 1861, blz. 57. Gearchiveerd op 3 januari 2017.